# Volker G. Schmitz
Volker G. Schmitz (* 31. Juli 1961 in Büderich) ist ein deutscher Fernsehmoderator. Er ist durch die Sendung Freitag Nacht News bekannt geworden.
Schmitz hat sich vielseitig künstlerisch betätigt, so arbeitete er als Kabarettist bei „Jupp Der Wall trifft Schmitz“, „WordAid schmitzering Nolden“ und „DerSprichtSchmitz“, malte, spielte Theater (z. B. „Gatte gegrillt“ 2005) und schrieb Texte, bis er schließlich als Sprecher zum Fernsehen kam. Er gab zum Beispiel RTL Samstag Nacht, Veronas Welt (RTL) und vielen WDR- und ARTE-Sendungen, Werbungen und Image-Filmen seine Stimme.
Er war Produzent bei der Unterhaltungssendung Kochduell und wirkte lange Zeit bei den Freitag Nacht News mit, bis er im Jahr 2004 das Format verlassen hat. Noch im Fernsehen zu sehen war er als Moderator der Sendungen „Blattsalat“ sowie „So schmeckt die Welt“ bei dem Sender tv.gusto. Seit 2006 arbeitet er wieder als Sprecher, Autor und Producer.